# إليزابيث كارابالي
إليزابيث كارابالي رودريغيز (مواليد 23 يوليو 2001) هي لاعبة كرة قدم كولومبية محترفة تلعب في مركز الظهير لنادي فاماليساو وسبق لها اللعب في منتخب كولومبيا تحت 17 سنة.

## حياتها المبكرة
بدأت كارابالي لعب كرة القدم بالانضمام إلى فريق أبناء عمومتها، الذي كان يتكون في الغالب من الأولاد في ذلك الوقت. ولكن مع مرور الوقت، واجهت عقبة لأن البعض لم يسمحوا للفتيات باللعب. بعد ذلك، أمضت عامين إضافيين تلعب مع فريق الأولاد قبل أن تنضم إلى فريق السيدات.

## المسيرة الكروية
في 7 يوليو 2021، انضمت كارابالي البالغة من العمر 19 عامًا إلى يانيروس إف سي.
في فبراير 2022، أُعلن عن توقيع كارابالي مع أتلتيكو ناسيونال لموسم 2022.
في 22 يناير 2023، انتقلت من أتلتيكو ناسيونال إلى لا إكويداد لموسم 2023.
في سبتمبر 2023، انضمت كارابالي إلى القادسية قادمة من لا إكويداد بعقد لمدة موسم واحد. شاركت لأول مرة في 11 نوفمبر 2023، حيث دخلت كبديلة لـ زانيتا واين في الدقيقة 64 في مباراة انتهت بالتعادل السلبي مع الشباب.
في 12 سبتمبر 2024، أعلن فاماليساو عن توقيع كارابالي.

## المسيرة الدولية

### الشباب
مثلت كارابالي كولومبيا على مستوى تحت 17 سنة وتحت 20 سنة وتم إدراجها في تشكيلة كولومبيا لكأس العالم للسيدات تحت 17 سنة 2018.

## الإحصائيات المهنية

### الأندية
| النادي                | الموسم                | الدوري                | الدوري    | الدوري  | الكأس     | الكأس   | قاري      | قاري    | أخرى      | أخرى    | المجموع   | المجموع |
| النادي                | الموسم                | الدرجة                | المباريات | الأهداف | المباريات | الأهداف | المباريات | الأهداف | المباريات | الأهداف | المباريات | الأهداف |
| --------------------- | --------------------- | --------------------- | --------- | ------- | --------- | ------- | --------- | ------- | --------- | ------- | --------- | ------- |
| يانيروس إف سي         | 2021                  | LIF                   | 8         | 0       | —         | —       | —         | —       | —         | —       | 8         | 0       |
| يانيروس إف سي         | المجموع               | المجموع               | 8         | 0       | —         | —       | —         | —       | —         | —       | 8         | 0       |
| أتلتيكو ناسيونال      | 2022                  | LIF                   | 10        | 0       | —         | —       | —         | —       | —         | —       | 10        | 0       |
| أتلتيكو ناسيونال      | المجموع               | المجموع               | 10        | 0       | —         | —       | —         | —       | —         | —       | 10        | 0       |
| لا إكويداد            | 2023                  | LIF                   | 16        | 1       | —         | —       | —         | —       | —         | —       | 16        | 1       |
| لا إكويداد            | المجموع               | المجموع               | 16        | 1       | —         | —       | —         | —       | —         | —       | 16        | 1       |
| القادسية              | 2023–24               | SWPL                  | 5         | 0       | 1         | 0       | —         | —       | —         | —       | 6         | 0       |
| القادسية              | المجموع               | المجموع               | 5         | 0       | 1         | 0       | —         | —       | —         | —       | 6         | 0       |
| المجموع الكلي للمسيرة | المجموع الكلي للمسيرة | المجموع الكلي للمسيرة | 39        | 1       | 1         | 0       | —         | —       | —         | —       | 40        | 1       |

## الألقاب

### أمريكا دي كالي
- الدوري الكولومبي المحترف لكرة القدم للسيدات: 2019

## روابط خارجية
- Elizabeth Carabalí على موقع قاعدة بيانات كرة القدم.إي يو (الإنجليزية)
- Elizabeth Carabalí على موقع Soccerway.com (الإنجليزية)
- Elizabeth Carabalí على موقع GSA (الإنجليزية)

- Elizabeth Carabalí في فلاش سكور
- Elizabeth Carabalí في يورو سبورت
- Elizabeth Carabalí في إي إس بي إن